# Aristide de Milet
Pour les articles homonymes, voir Aristide et Aristeidès.
Aristide de Milet (en grec ancien : Ἀριστείδης ὁ Μιλήσιος / Aristeidês) est un écrivain grec, auteur de contes érotiques qui a probablement vécu au IIe siècle av. J.-C. Ces contes sont réunis dans le recueil intitulé Contes milésiens, et ont inspiré les poètes latins, Ovide et Pétrone notamment.

## Biographie
Les Contes milésiens ont été traduits en latin par Sisenna (peut-être l'historien Lucius Cornelius Sisenna). Pétrone en tirerait son idée d'enchâsser des récits (comme la « matrone d'Éphèse ») directement de l'ouvrage d'Aristide.
Il est cité de nombreuses fois chez Plutarque, dans ses Œuvres morales. Dans sa Vie de Crassus, cet historien rapporte ainsi que le général parthe Suréna montra au Sénat de Séleucie les Contes milésiens saisis dans le bagage d'un soldat prisonnier après la défaite des Romains dans la bataille de Carrhes ; considéré comme licencieux, cet ouvrage fut présenté par les Parthes comme une preuve de la débauche de leurs ennemis romains, même en temps de guerre.  